# Marina Aleksandrova

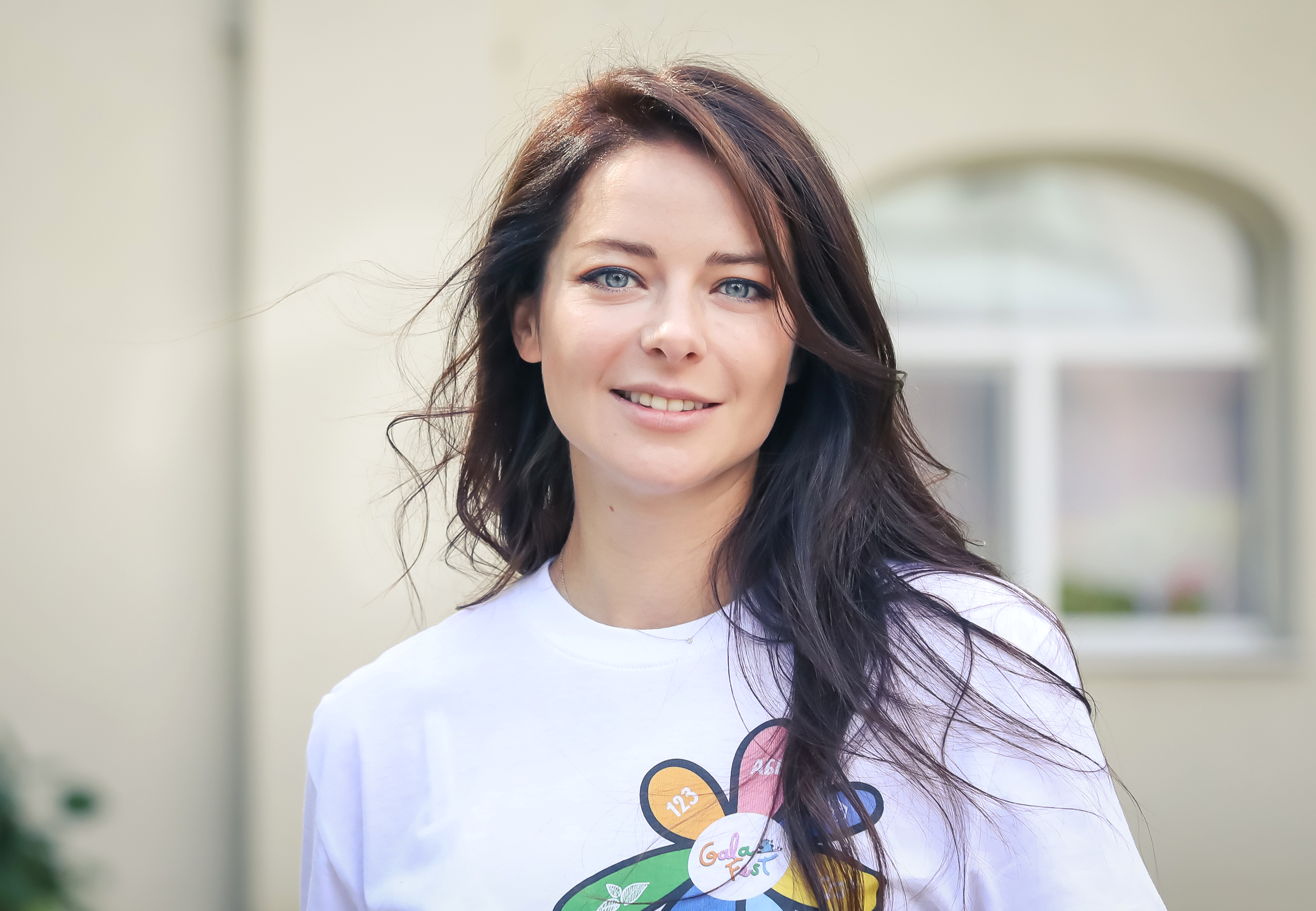
Marina Aleksandrova nel 2019

Marina Andreevna Pupenina (in russo Мари́на Андре́евна Пупе́нина?), conosciuta con il nome d'arte Marina Aleksandrova (in russo Мари́на Алекса́ндрова?) (Kiskunmajsa, 29 agosto 1982) è un'attrice russa, conosciuta soprattutto per il ruolo di Caterina II di Russia nella serie tv Ekaterina.

## Biografia
Marina Aleksandrova è nata il 29 agosto 1982 a Kiskunmajsa, in Ungheria, dove suo padre Andrei Pupenin lavorava come ufficiale dell'esercito sovietico. Nel 1986 la famiglia si trasferì presso il lago Bajkal ed in seguito a Tula, e l'anno successivo si stabilì a San Pietroburgo (al tempo conosciuta come Leningrado), dove sua madre Irina Anatolyevna ha lavorato fino al 2008 come insegnante presso l'Università pedagogica statale di Russia Herzen.
Si è diplomata al liceo matematico e alla scuola di musica con specializzazione nell'arpa. Dopo il diploma, nel 1999, si è trasferita da sola a Mosca per frequentare l'Istituto teatrale Boris Shchukin. Su suggerimento della direttrice del corso, ha iniziato ad usare il nome d'arte Marina Aleksandrova, utilizzando il cognome della nonna paterna.

### Carriera
Nel 2000 ottiene una parte nella serie tv Empire Under Attack (Империя под ударом in lingua originale) e l'anno successivo ricopre il ruolo della protagonista nel film melodrammatico russo Severnoe sijanie. La sua popolarità inizia a cresce nel 2002, quando recita nella miniserie televisiva Azazel, adattamento del romanzo La regina d'inverno dello scrittore russo Boris Akunin.
Dal 2006 al 2011 ha fatto parte della compagnia del teatro Sovremennik di Mosca.
Tra il 2012 e il 2023 ricopre il ruolo della poliziotta Sonya Timofeeva in 9 miniserie che raccontano i casi del maggiore di polizia Ivan Cherkasov: Mosgaz (Мосгаз), Il boia (Палач), Ragno (Паук), Sciacallo (Шакал), Operazione Satana (Операция „Сатана“), La formula della vendetta (Формула мести), Katran (Катран), Trappola (Западня), L'ultimo caso di Cherkasov (Последнее дело Черкасова).
Nel 2014 interpreta la zarina Caterina II di Russia nella serie televisiva Ekaterina, ruolo che riprende nelle successive stagioni nel 2017, nel 2019 e nel 2023. Per la prima stagione di Ekaterina è stata candidata come migliore attrice televisiva ai Golden Eagle Award del 2016.

### Vita privata
Dal 2005 al 2007 è stata legata all'attore Aleksandr Domogarov. Il 7 giugno 2008 ha sposato l'attore Ivan Stebunov, da cui ha divorziato nel 2010. Nel 2011 ha iniziato a frequentare il regista Andreij Boltenko, che ha sposato nel 2012 dopo la nascita del loro primo figlio. La coppia ha avuto due figli : Andreij Jr. l'11 luglio 2012 e Ekaterina il 26 settembre 2015, entrambi nati negli Stati Uniti.

## Filmografia parziale

### Cinema
- Severnoe sijanie, regia di Andrej Razenkov (2001)
- An Ancient Tale: When the Sun Was a God (Stara baśń: Kiedy słońce było bogiem), regia di Jerzy Hoffman (2003)
- Transit (Перегон), regia di Aleksandr Rogožkin (2006)
- All Inclusive, regia di Edouard Radzyukevich (2011)
- Choču zamuž, regia di Sof'ja Karpunina (2022)

### Televisione
- Empire Under Attack (Империя под ударом) - miniserie, 1 episodio (2000)
- Azazel - miniserie, 3 episodi (2002)
- Poor Nastya - serie tv, 3 episodi (2003)
- Mosgaz (Мосгаз) - miniserie, 8 episodi (2012)
- Ekaterina - serie tv, 55 episodi (2014, 2017, 2019, 2023)
- Il boia (Палач) - miniserie, 10 episodi (2015)
- Ragno (Паук) - miniserie, 8 episodi (2015)
- Sciacallo (Шакал) - miniserie, 8 episodi (2015)
- Operazione Satana (Операция „Сатана“) - miniserie, 8 episodi (2018)
- La formula della vendetta (Формула мести) - miniserie, 8 episodi (2019)
- Katran (Катран) - miniserie, 8 episodi (2020)
- Psycho (Псих) - miniserie, 10 episodi (2020)
- Trappola (Западня) - miniserie, 8 episodi (2021)
- L'ultimo caso di Cherkasov (Последнее дело Черкасова) - miniserie, 8 episodi (2023)